# Железное (озеро, Карелия)
Железное — пресноводное озеро на территории Амбарнского сельского поселения Лоухского района Республики Карелии.

## Общие сведения
Площадь озера — 1,4 км². Располагается на высоте 89,4 метров над уровнем моря.
Форма озера продолговатая: оно почти на три километра вытянуто с северо-запада на юго-восток. Берега каменисто-песчаные, местами заболоченные.
С северной стороны озера вытекает безымянный водоток, впадающий в озеро Боярское, через которое протекает река Пулома, впадающая в Энгозеро. Воды Энгозера через реки Калгу и Воньгу попадают в Белое море.
Населённые пункты и автодороги вблизи водоёма отсутствуют.
Код объекта в государственном водном реестре — 02020000711102000003153.